# Lee (condado de Berkshire, Massachusetts)
Lee é um lugar designado pelo censo localizado no condado de Berkshire no estado estadounidense de Massachusetts. No Censo de 2010 tinha uma população de 2.051 habitantes e uma densidade populacional de 581,85 pessoas por km².

## Geografia
Lê encontra-se localizado nas coordenadas 42° 18′ 25″ N, 73° 15′ 03″ O. Segundo a Departamento do Censo dos Estados Unidos, Lee tem uma superfície total de 3.52 km², da qual 3.43 km² correspondem a terra firme e (2.65%) 0.09 km² é água.

## Demografia
Segundo o censo de 2010, tinha 2.051 pessoas residindo em Lee. A densidade populacional era de 581,85 hab./km². Dos 2.051 habitantes, Lee estava composto pelo 93.08% brancos, o 0.98% eram afroamericanos, o 0.2% eram amerindios, o 2% eram asiáticos, o 0% eram insulares do Pacífico, o 2.29% eram de outras raças e o 1.46% pertenciam a duas ou mais raças. Do total da população o 7.17% eram hispanos ou latinos de qualquer raça.